# Автономний край Воєводина (1945—1963)
Автономний край Воєводина (сербохорв. Autonomna Pokrajina Vojvodina, Аутономна Покрајина Војводина) — автономний край СР Сербії в рамках ширшої федерації Югославії в 1946—1963 роках, на зміну якому створено Соціалістичний автономний край Воєводина.
Край Воєводина був політично відновлений в 1945 році як край Сербії (включно зі Сремом, Банатом і Бачкою). Замість колишнього імені (Дунайська бановина) область відновила свою історичну назву Воєводина, а її столицею залишився Новий Сад.
З моменту створення в 1945 році він мав лише невеликий рівень автономії у складі Сербії. 1963 року назву краю було змінено на Соціалістичний автономний край Воєводина. Згідно із югославською конституцією з 1974 року, край отримав широкі права самоврядування, які визначали Воєводину як одного із суб'єктів югославської федерації, а також дістав право голосу на рівні самої Сербії.

## Адміністративно-територіальний поділ Югославії та її складових (1943—2010)
| 1943          | 1946           | 19631                   | 19741                   | 1991                    | 1992                       | 1999                       | 2003                       | 2006                 | 2008                 |
| ДФЮ           | ФНРЮ           | СФРЮ                    | СФРЮ                    | розпущена               | розпущена                  | розпущена                  | розпущена                  | розпущена            | розпущена            |
| ФД БіГ        | НР БіГ         | СР Боснія і Герцеговина | СР Боснія і Герцеговина | СР Боснія і Герцеговина | Боснія і Герцеговина       | Боснія і Герцеговина       | Боснія і Герцеговина       | Боснія і Герцеговина | Боснія і Герцеговина |
| ФД Хорватія   | НР Хорватія    | СР Хорватія             | СР Хорватія             | Республіка Хорватія     | Республіка Хорватія        | Республіка Хорватія        | Республіка Хорватія        | Республіка Хорватія  | Республіка Хорватія  |
| ФД Македонія  | НР Македонія   | СР Македонія            | СР Македонія            | Республіка Македонія    | Республіка Македонія       | Республіка Македонія       | Республіка Македонія       | Республіка Македонія | Республіка Македонія |
| ФД Македонія  | НР Македонія   | СР Македонія            | СР Македонія            |                         | ФРЮ                        | ФРЮ                        | Сербія і Чорногорія2       | розпущена            | розпущена            |
| ФД Чорногорія | НР Чорногорія  | СР Чорногорія           | СР Чорногорія           | СР Чорногорія           | Р Чорногорія (федеративна) | Р Чорногорія (федеративна) | Р Чорногорія (федеративна) | Чорногорія           | Чорногорія           |
| ФД Сербія     | НР Сербія      | СР Сербія               | СР Сербія               | СР Сербія               | Р Сербія (федеративна)     | Р Сербія (федеративна)     | Р Сербія (федеративна)     | Сербія               | Сербія               |
| ФД Сербія     | • АК Воєводина | • САК Воєводина         | • САК Воєводина         | • АР Воєводина          | • АР Воєводина             | • АР Воєводина             | • АР Воєводина             |                      |                      |
| ФД Сербія     | • АК Косово 3  | • САК Косово            | • САК Косово            | • АК Космет 3           | • АК Космет 3              | Протекторат ООН            | Протекторат ООН            | Протекторат ООН      | Республіка Косово    |
| ФД Словенія   | НР Словенія    | СР Словенія             | СР Словенія             | Республіка Словенія     | Республіка Словенія        | Республіка Словенія        | Республіка Словенія        | Республіка Словенія  | Республіка Словенія  |

| ФНР | "Федеративна Народна Республіка" | НР | "Народна Республіка"     |     |                                        |
| АК  | "Автономний Край"                | ФР | "Федеративна Республіка" | САК | "Соціалістичний Автономний Край"       |
| БіГ | Боснія і Герцеговина             | Р  | "Республіка"             | СФР | "Соціалістична Федеративна Республіка" |
| ДФ  | "Демократична Федерація"         | ФД | "Федеральна Держава"     | СР  | "Соціалістична Республіка"             |

1  Роки, коли вступила в дію Конституція СФРЮ та були внесені зміни.

2  Союзна Республіка Югославія.

3  Космет скорочення від Косово і Метохія.